# 1925 في إسبانيا
فيما يلي قوائم الأحداث التي وقعت خلال عام 1925 في إسبانيا.

## سياسة

### تعيين في المنصب
- 1 ديسمبر – ميغيل بريمو دي ريفيرا President of the Council of Ministers ‏.

### انتهاء فترة المنصب
- 1 ديسمبر – ميغيل بريمو دي ريفيرا .

## مواليد

### يناير
- 8 يناير – بيرناردو رويث

### مايو
- 12 مايو – لويس مولوني لاعب كرة قدم إسباني.
- 21 مايو – بيرناندينو بيريز

### يونيو
- 4 يونيو – أنتونيو بوتشاديس لاعب كرة قدم إسباني.

### يوليو
- 26 يوليو – آنا ماريا ماتوته كاتبة إسبانية.

### أغسطس
- 28 أغسطس – خوسيه بارا مارتينيز لاعب كرة قدم إسباني.

### ديسمبر
- 8 ديسمبر – كارمن مارتين جايتي كاتبة إسبانية.

## وفيات

### يناير
- 8 يناير – فرناند سانز (مواليد 1881)

### أغسطس
- 24 أغسطس – فليكس سيسوماغا (مواليد 1898) لاعب كرة قدم إسباني.

### ديسمبر
- 9 ديسمبر – بابلو إيغليسياس (مواليد 1850)
- 13 ديسمبر – أنطونيو مورا (مواليد 1853) سياسي إسباني.